# LernQuadrat
LernQuadrat ist ein System von privatwirtschaftlich geführten Nachhilfe- und Bildungsinstituten in Österreich. Betreiber und Inhaber der Marke „LernQuadrat“, die seit 2003 besteht, ist die LernQuadrat GmbH & Co OG und Bildungsmanagement GmbH in Wien. Im Jahr 2020 gab es etwa 80 Institute; die ältesten bestehen seit 1996. Ein Teil der Nachhilfe-Institute wird von Franchise-Partnern betrieben, ein Teil sind Eigenfilialen. Das Franchisesystem startete im Jahr 2004.
Das Unternehmen wurde als Familienbetrieb von Brigitte Zimmermann-Urbanke und Konrad Zimmermann gegründet. Ende 2018 verkauften sie ihr Unternehmen an den deutschen Bildungsanbieter Studienkreis.
LernQuadrat bietet Nachhilfeunterricht für Schüler im Einzelunterricht oder in Gruppen von 2 bis 6 Schülern an. Die meisten Kunden sind Schüler von Allgemeinbildenden höheren Schulen (AHS) und Berufsbildenden mittleren und höheren Schulen; 35 % sind Schüler der Unterstufe (10–14 Jahre) und 60 % Schüler der Oberstufe (14–19 Jahre). Mathematik und Englisch sind die am meisten nachgefragten Fächer mit einem Anteil von jeweils ca. 40 % der erteilten Stunden. Diese und weitere Daten zum Thema Nachhilfe wurden von LernQuadrat in Studien im Jahre 2004 und 2008 präsentiert.
Der Unterricht in 90-Minuten-Blöcken wird mehrheitlich von über 1000 Studenten erteilt, die auf Honorarbasis arbeiten. Dazu unterhält LernQuadrat ein Ausbildungsprogramm.
LernQuadrat gehört neben der Schülerhilfe zu den beiden größten Anbietern von Nachhilfe in Österreich.